# Hôtel de Bourges
Ne doit pas être confondu avec Hôtel-Dieu de Bourges ou Hôtel de ville de Bourges.
L'hôtel de Bourges est un immeuble d'habitation urbaine située à Bazas, dans le département de la Gironde, en France.

## Localisation
L'immeuble est situé au no 25 de la place de la Cathédrale, en centre-ville. Ledit immeuble abrite un commerce en rez-de-chaussée, sous ses arcades.

## Historique
L'hôtel se compose de trois constructions distinctes réparties autour d'une cour intérieure et a fait l'objet de plusieurs phases de travaux ou de réaménagement, allant du XIIe siècle jusqu'au XVIIIe siècle ; il est inscrit au titre des monuments historiques par arrêté du 7 mars 2012, en totalité.

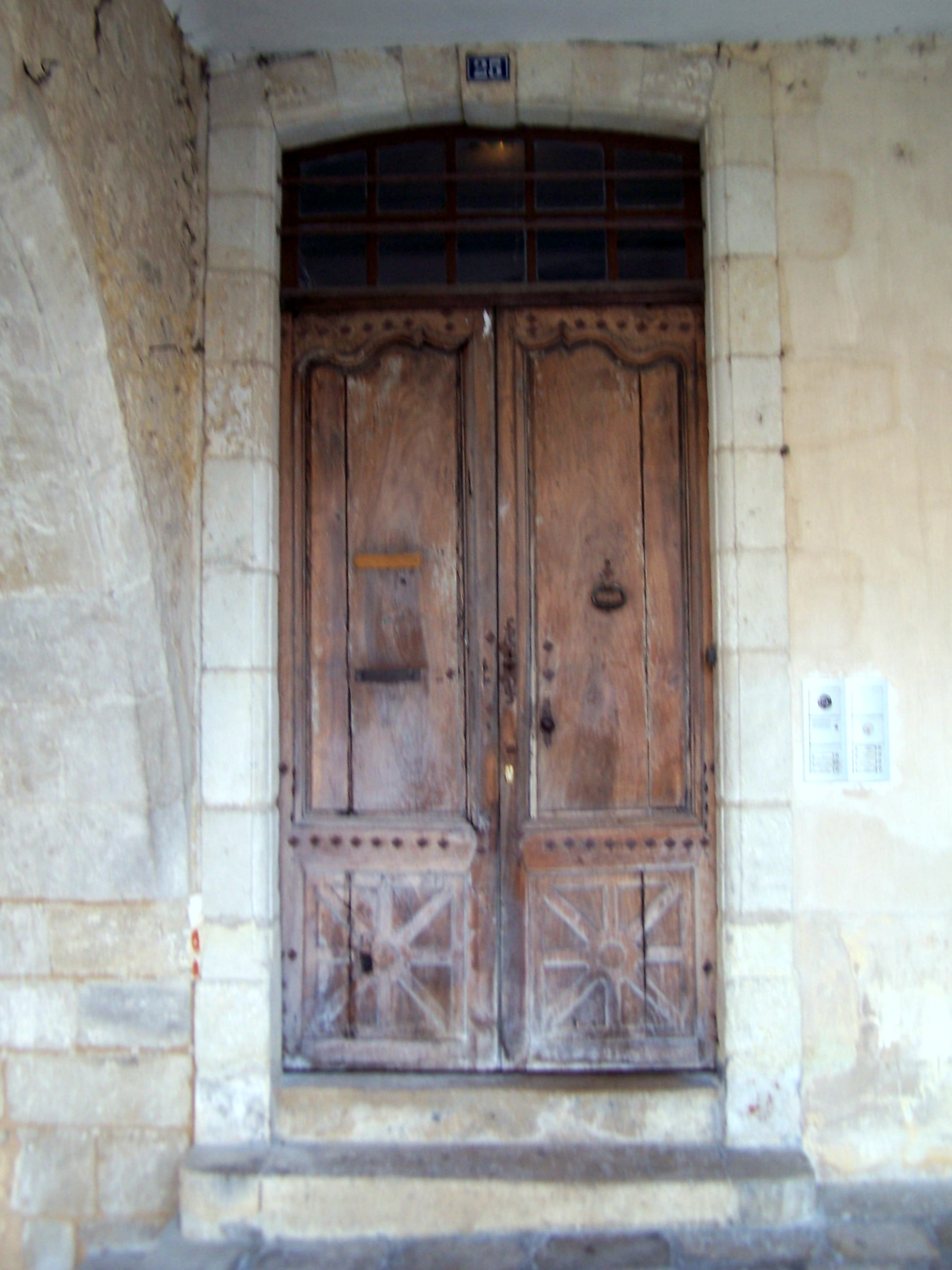
La porte ancienne